# Lena Schulte
Lena Schulte (* 25. Februar 1994 in Lippstadt) ist eine deutsche Fußballspielerin.

## Karriere

### Vereine
Schulte begann ihre Karriere beim VfL Hörste-Garfeln und spielte in der C-Jugend beim SV Grün-Weiß Langenberg. 2009 wechselte sie zum Herforder SV in die B-Jugend. 2010 nahm sie an der Saisonvorbereitung der Bundesliga-Mannschaft teil und kam am 31. Oktober 2010 (11. Spieltag) bei der 0:3-Niederlage im Auswärtsspiel gegen den Hamburger SV zu ihrem ersten Bundesligaeinsatz. Im Januar 2015 wechselte Schulte zum Regionalligisten Arminia Bielefeld, mit dem sie in die 2. Bundesliga aufstieg. Nach dem Abstieg der Arminia aus der 2. Bundesliga im Jahre 2018 kehrte Schulte zum Herforder SV zurück. Während der Winterpause der Saison 2019/20 verließ Schulte Herford wieder und wechselte zur zweiten Mannschaft des FSV Gütersloh 2009.

### Nationalmannschaft
Am 15. April 2009 debütierte Schulte in der U-15-Nationalmannschaft, die in Rhede gegen die Auswahl der Niederlande mit 5:0 gewann. Im Juli 2010 nahm sie mit der U-16-Nationalmannschaft um den Nordic Cup in Dänemark teil, erzielte beim 3:2-Sieg gegen die Auswahl Finnlands mit dem Führungstreffer in der achten Minute ihr erstes Länderspieltor und erreichte dort mit der Mannschaft den 2. Platz nach der 0:2-Niederlage gegen die Auswahl der Vereinigten Staaten.

## Erfolge
- 2. Platz Nordic Cup 2010 (U-16)